# بني شعران
قرية بني شعران هي إحدى القرى التابعة لمركز منفلوط في محافظة أسيوط في جمهورية مصر العربية. حسب إحصاءات سنة 2006، بلغ إجمالي السكان في بني شعران 14267 نسمة، منهم 7361 رجل و6906 امرأة.